# Fredlanea consobrina
Fredlanea consobrina là một loài bọ cánh cứng trong họ Cerambycidae.